# 史其文
史其文 ，字允茲，應天府溧陽人，明朝政治人物、賜特用進士出身。

## 生平
天啓元年（1612年）中式辛酉科應天鄉試舉人，崇禎十三年（1640年）以乙榜舉人賜特用，十五年成進士，歷官柳州府同知、臨桂知縣，隆武元年（1646年）隨靖江王朱亨嘉起事，亨嘉自號監國，封史其文為兵部尚書；後事敗，逮至福京誅殺。